# Thomasomys caudivarius
Thomasomys caudivarius és una espècie de mamífer rosegador de la família dels cricètids. Viu a altituds d'entre 2.750 i 3.350 msnm a l'Equador i el Perú. Es tracta d'un animal nocturn que s'alimenta de llavors i insectes. El seu hàbitat natural són els boscos nans. Algunes poblacions estan amenaçades per la desforestació, la fragmentació del seu medi i l'expansió de l'agricultura.